# モンテ・ヴルトゥレ
モンテ・ヴルトゥレ (Monte Vulture) は、イタリアバジリカータ州ポテンツァ県北部に位置する休火山である。
この山は、北と北東に位置する山々である、サンタ・クローチェ (Santa Croce, 1,407m) とピエルノ (Pierno, 1,268m) 、カルーゾ (Caruso, 1,228m) 、コスタ・スクアードラ (Costa Squadra, 1,342m) とはオファント川に流れるフィウマーラ・ディ・アテッラの流れで分けられている。

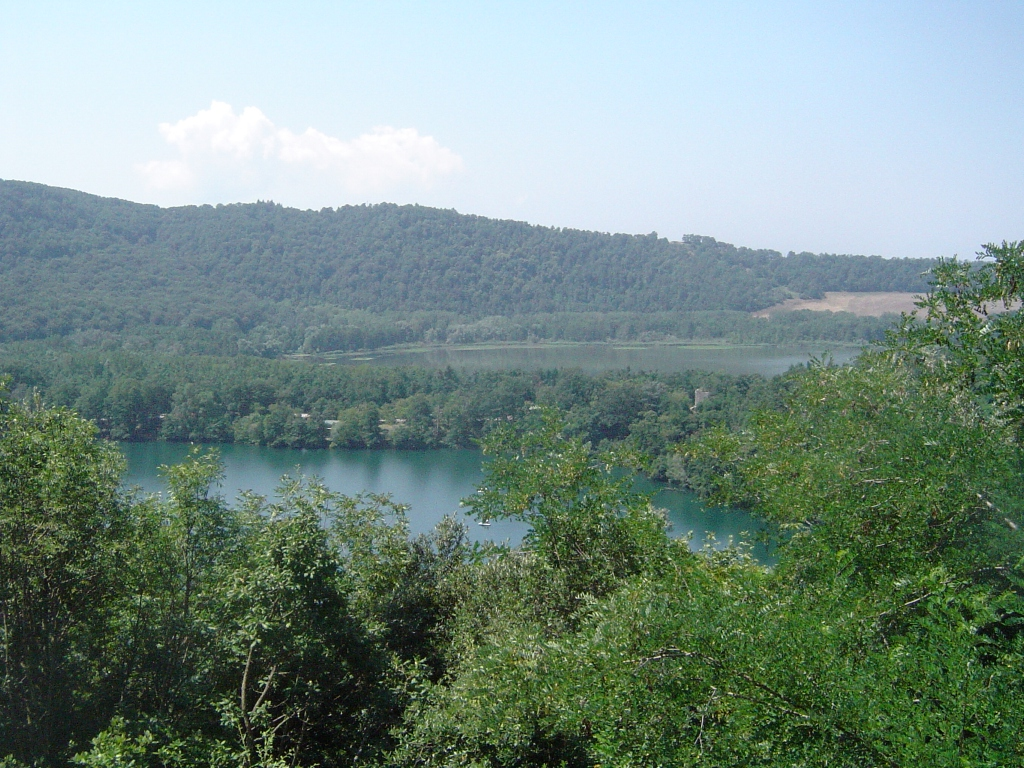
古代の火山活動によりできたモンティッキオの湖

標高1,327mまでの地表は豊かに実る野菜畑に覆われている。更新世後期までは活発であった。
一つの素晴らしい緑の風景として、高さ約660mに、はるか昔に活動期の終わり頃の火山により作られたモンティッキオの二つの湖がある。
広くて貴重な栗の森があり、ここのおいしい栗の実からできた製品「マッロンチーノ・ディ・メルフィ D.O.P.」が有名。
火山の斜面には多くのミネラルウォーターの瓶詰工場とメルフィ、ラポッラ、バリーレ、リオネーロ・イン・ヴルトゥレ、アテッラといった多くの人口集中地がある。